# Fuwa
En fuwa er en maskot, der blev brugt ved sommer-OL 2008 i Beijing. Der var i alt fem forskellige fuwaer.